# 소프트웨어 정의 네트워킹
소프트웨어 정의 네트워킹(Software defined networking, SDN)은 개방형 API(오픈플로)를 통해 네트워크의 트래픽 전달 동작을 소프트웨어 기반 컨트롤러에서 제어/관리하는 접근방식이다. 트래픽 경로를 지정하는 컨트롤 플레인과 트래픽 전송을 수행하는 데이터 플레인이 분리되어 있다. 따라서 네트워크의 세부 구성정보에 얽매이지 않고 요구사항에 따라 네트워크를 관리할 수 있다.

## 역사
소프트웨어 정의 네트워킹의 기원은 썬 마이크로시스템즈가 자바를 1995년에 출시한 직후 시작되었다.

## 구조적 구성 요소

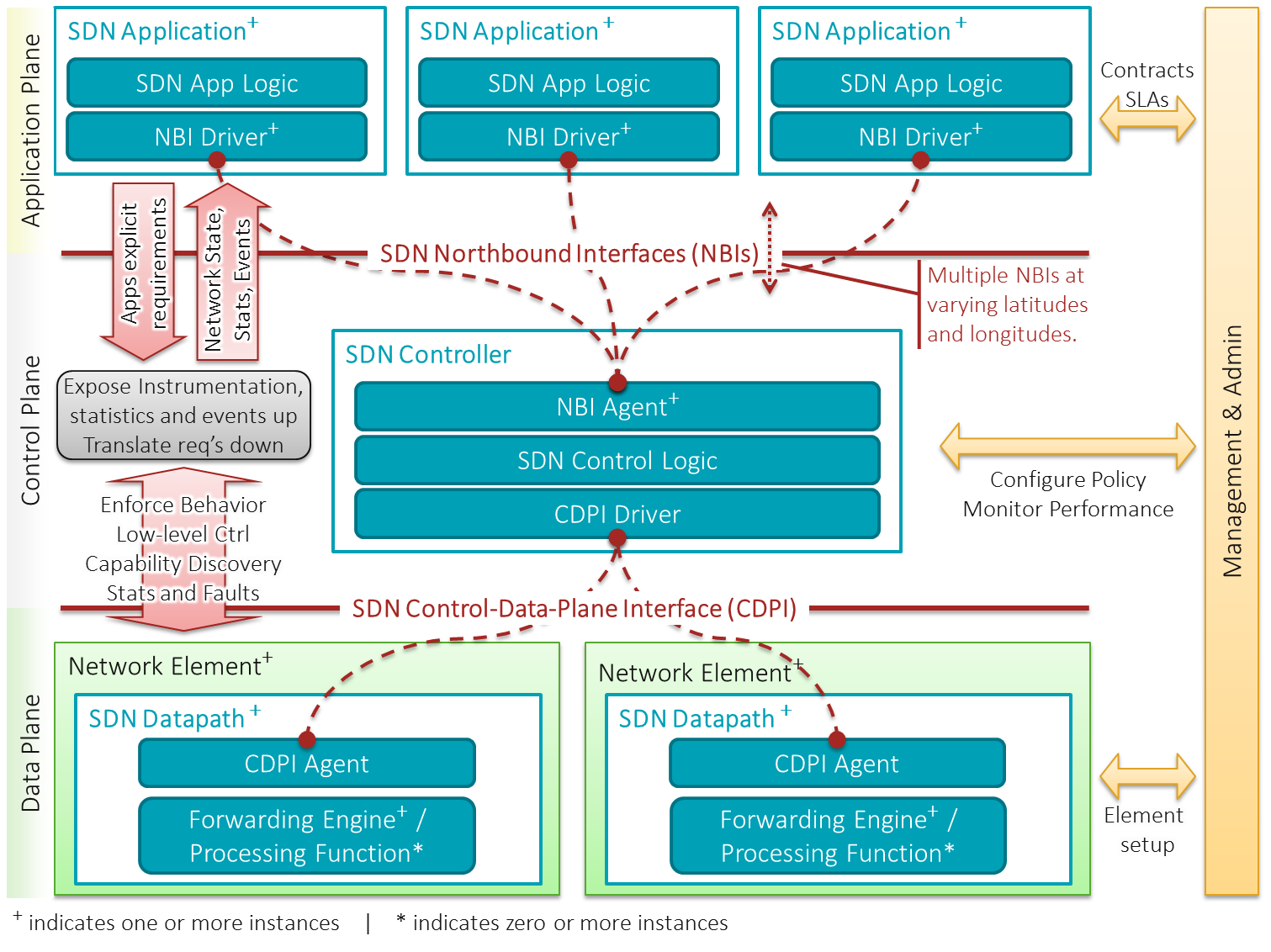
소프트웨어 정의 네트워킹 구조 개요도

다음 목록은 구조적 구성 요소를 정의한다:
- SDN Application
- SDN Controller
- SDN Datapath
- SDN Control to Data-Plane Interface (CDPI)
- SDN Northbound Interfaces (NBI)

## 같이 보기
- IEEE 802.1aq
- 오픈스택